# 榮倉奈奈
榮倉奈奈（日语：／ Eikura Nana，1988年2月12日—），日本女演員、模特兒。鹿兒島縣出水市出身。所屬事務所為研音。丈夫為演員賀來賢人。

## 來歷
於日本鹿兒島縣出水市出生，神奈川縣相模原市長大。在相模原市立由野台中學校，東海大學附屬望星高等學校畢業。
2002年8月，在初中3年級時在澀谷的109前被聘請進入演藝圈。然後馬上成為女性潮流雜誌「Seventeen」的專屬模特兒。
2004年進入戲劇界。2006年，首次主演富士電視台電視劇《ダンドリ。〜Dance☆Drill〜》，翌年，參演富士電視台話題作《求婚大作戰》而引起廣泛注目。
2008年，主演NHK晨間劇《瞳》，並於2009年在「Seventeen夏之學園祭」與其它的Seventeen模特兒一起畢業。2010年，因主演電影《生命最後一個月的花嫁》而獲頒日本電影金像獎的最佳新人獎。
雖曾多次主演電視劇，但直到主演2014年的秋季檔連續劇《為了N》，才以劇中自然且具感染力的演繹大獲觀眾好評。

## 人物
- 身高170公分。擅長三味線。獲2001年度全國大會「全國協會少女部最高獎」。
- 初中時代屬於戲劇小組。
- 喜歡怪獸電影。受感動的電影為「我腦海中的橡皮擦」（韓片）和King Kong。同時也是「哥斯拉」電影系列的愛好者。
- 與西田敏行（「爺爺～與孫子在一起的夏天」、「瞳」、「我家的歷史」）、平岡祐太（「危險傻大姊」、「我愛上了妹妹」、「求婚大作戰」、「東京白日夢女」）、松本潤（「我愛上了我妹妹」、「我家的歷史」、「初始之歌」、「99.9」）的共同演出較多。
- 家中獨生女。
- 視力不好，愛使用隱形眼鏡。
- 關係好的朋友包括絢香、長澤雅美、鈴木惠美、加藤羅莎、水川麻美、堀北真希、大島優子等。
- 2016年8月8日，與演員賀來賢人透過經紀公司宣布已於8月7日登記結婚。兩人因共演2014年播出的連續劇《為了N》相識，於2015年夏天開始交往。[1]
- 2017年3月15日，通過事務所宣布已懷有身孕，預產期為2017年夏天。 [2]
- 2017年6月15日，透過事務所宣佈長女已於同年6月12日生產，重2700公克，母女均安。[3]
- 2020年8月29日，透過事務所發出聲明宣布懷第2胎，目前已進入安定期，未有公佈預產期。[4]

## 演出作品

### 電視劇
角色名稱粗體字為主演作品
| 日本首播／播放日期             | 劇集                                                 | 電視台             | 角色名稱                   |
| ------------------------------ | ---------------------------------------------------- | ------------------ | -------------------------- |
| 2004年8月16日－2014年9月6日    | 爺爺〜與孫子在一起的夏天                             | NHK                | 片岡當                     |
| 2005年3月24日                  | 怪談新耳袋 第52集「」                                | BS-i               |                            |
| 2005年7月4日－2005年8月1日     | 爺爺〜與孫子在一起的夏天                             | NHK                | 片岡當                     |
| 2005年10月17日－2005年12月19日 | 危險傻大姊                                           | CX                 | 田村愛                     |
| 2006年7月11日－2006年9月19日   | 甜心啦啦隊                                           | CX                 | 相川要                     |
| 2007年4月16日－2007年6月25日   | 求婚大作戰                                           | CX                 | 奧繪理                     |
| 2007年5月12日                  | 相聚一刻                                             | EX                 | 七尾梢                     |
| 2007年8月28日                  | 真實的恐怖故事 夏之特別編2007「真夜中の病棟」        | CX                 | 小倉聰子                   |
| 2008年3月25日                  | 求婚大作戰SP                                         | CX                 | 奧繪理                     |
| 2008年3月31日－2008年9月27日   | 瞳（晨間小說連續劇）                                 | NHK                | 一本木瞳                   |
| 2009年1月13日－2009年3月17日   | 我的帥管家                                           | CX                 | 東雲芽衣（與水嶋宏共演）   |
| 2009年7月24日                  | 夏うたドラマSP 幸せの贈り物\|夏之特別編 幸福的禮物]] | TBS                | 望月瑠璃                   |
| 2010年1月26日－2010年3月16日   | 決定不哭的日子                                       | CX                 | 角田美樹                   |
| 2010年4月9日－2010年4月11日    | 我家的歷史（富士電視台開局50周年企画）               | CX                 | 八女房子                   |
| 2010年7月2日                   | 絕對決定不哭的日子 緊急特別篇                        | CX                 | 角田美樹                   |
| 2011年4月19日－2011年6月28日   | GOOD LIFE                                            | KTV                | 紺野七海                   |
| 2011年10月13日－2011年12月22日 | 蜜之味～A Taste Of Honey～                           | CX                 | 森本直子（與菅野美穗共演） |
| 2012年1月12日－2012年3月15日   | 最棒的人生終結方式～Ending Planner～                 | TBS                | 坂卷優樹                   |
| 2012年7月20日－2012年9月21日   | 黑之女教師                                           | TBS                | 高倉夕子                   |
| 2013年4月13日                  | Legal high SP                                        | CX                 | 藤井みなみ                 |
| 2013年4月15日－2013年6月24日   | 確証～警視廳搜查3課                                  | TBS                | 武田秋穗                   |
| 2013年9月23日                  | 初始之歌                                             | NHK                | 井町夏香                   |
| 2013年11月30日－12月1日        | 奧林匹克的贖金                                       | 朝日電視台         | 月丘ミドリ                 |
| 2013年12月9日                  | 海上診療所                                           | CX                 | 内村巴 (第九話)            |
| 2014年4月5日                   | 世界奇妙物語2014年春季特別篇「最後電影」             | CX                 | 星野綾乃                   |
| 2014年10月17日－2014年12月19日 | 為了N                                                | TBS                | 杉下希美                   |
| 2015年10月22日－2015年12月17日 | 遺產爭族                                             | EX                 | 河村楓                     |
| 2016年4月17日－2016年6月19日   | 99.9 -刑事專門律師-                                  | TBS                | 立花彩乃                   |
| 2017年1月18日－2017年3月22日   | 東京敗犬女                                           | 日本電視台         | 山川香                     |
| 2018年1月14日－2018年3月18日   | 99.9 -刑事專門律師2                                  | TBS                | 立花彩乃（客串）           |
| 2018年7月15日－2018年9月16日   | 謝謝你，在世界的角落找到我                           | TBS                | 近江佳代                   |
| 2018年10月9日－2018年12月11日  | 我們是奇蹟產生的                                     | CX                 | 水本育實                   |
| 2020年1月19日－2020年3月22日   | 忒修斯之船                                           | TBS                | 田村和子                   |
| 2022年6月26日－2022年9月4日    | OLD ROOKIE                                           | TBS                | 新町果奈子                 |
| 2022年10月21日                 | 東京摩登情愛第2話                                    | Amazon Prime Video | 佐藤加奈                   |

### 其他電視作品
- チェキ!チェキ!（2003年3月－2003年12月、日本電視台）※與德澤直子共同演出
- 2007首都圏ハイライト（2007年12月28日、NHK東京LOCAL）
- NHKマイルカップ（2008年5月11日、NHK綜合頻道）客人·表揚presentator
- おしゃれイズム（2009年5月3日、日本電視台）
- 5LDK（2009 年5月7日／※與瑛太共同演出、2010年2月11日、富士電視台）
- 地球の目撃者（2010年1月3日、朝日電視台）ナレーター
- はねるのトびら（2010年1月20日、富士電視台）ほぼ100円ショップ※與杏共同演出
- とんねるずのみなさんのおかげでした（2010年1月21日、富士電視台）トークダービー
- ドラマツアーズ（2010年1月23日、富士電視台）
- カスペ!「へんな生き物100連発2」（2010年1月26日、富士電視台）
- ネプリーグ（2010年2月8日、富士電視台）
- VS嵐（2010年2月18日、4月8日、2011年6月16日、富士電視台）
- スター千一夜2010 わが家の歴史（2010年4月5日、富士電視台）※與長澤雅美、堀北真希共同演出
- 森田一義アワー 笑っていいとも!（2010年4月8日、富士電視台）

### 電影
角色名稱粗體字為主演作品
| 電影名稱                    | 日文原名         | 日本上映日期                         | 角色名稱              |
| --------------------------- | ---------------- | ------------------------------------ | --------------------- |
| スペースポリス              | スペースポリス   | 2004年10月16日                       | ユカリ                |
| 妹妹戀人                    |                  | 2007年1月20日                        | 結城郁                |
| 澀谷區圓山町                |                  | 2007年3月17日                        | 加藤由紀江            |
| 檸檬的時節                  |                  | 2007年3月31日                        | 秋元加代子            |
| 阿波DANCE                   |                  | 2007年8月25日                        | 川村茜                |
| 生命最後一個月的花嫁        |                  | 2009年5月9日                         | 長島千惠 (與瑛太共演) |
| 東京公園                    |                  | 2011年6月18日                        | 富永美優              |
| 彼時生命                    | アントキノイノチ | 2011年11月19日                       | 久保田ゆき            |
| 無用男之城                  |                  | 2012年11月2日                        | 甲斐姬                |
| 沒問題3班                   |                  | 2013年3月23日                        | 坂本美由紀            |
| 圖書館戰爭                  |                  | 2013年4月27日                        | 笠原郁                |
| 萬能鑑定師Q                 |                  | 2014年5月31日                        | (友情出演)            |
| 漫步夏威夷                  |                  | 2014年6月14日                        | 小山田みのり          |
| 戀愛魔法                    |                  | 2014年11月22日                       | 高橋杏奈              |
| 謎樣的他                    |                  | 2015年2月14日                        | 堂園鶇美              |
| 圖書館戰爭 THE LAST MISSION |                  | 2015年10月10日                       | 笠原郁                |
| 64 史上最凶惡綁架撕票事件   |                  | 2016年 前編（5月7日）後編（6月11日） | 美雲                  |
| 每天回家老婆都在裝死        |                  | 2018年6月8日                         | 加賀美知惠            |
| 糸                          |                  | 2020年4月24日                        | 桐野香                |
| 99.9 不可能的翻案 THE MOVIE |                  | 2021年12月30日                       | 立花彩乃              |

### 配音
- （2010年2月19日上映、ギャガ）主演・飾演 卡洛琳
- 《名偵探柯南：業火的向日葵》（2015年4月18日上映）特別客串·飾演 宮台夏美
- 《麵包超人電影版:發光吧!冰淇淋王國的香草公主》（2019年6月28日上映）特別客串·飾演 バニラ姫

### 電台
- GIRLS LOCKS!（SCHOOL OF LOCK!・每月1週擔當）（FM東京）

### 廣告
- フレンテ 「クリッシュ」
- 山崎製パン

秋天的歡欣雀躍 禮物宣傳活動PR
『超芳醇』
- 集英社 「Seventeen」
- 妮維雅 「8×4」
- 強生公司
- 日本可口可樂 「モーニングデリ 朝バナナ」（2006年）
- 本田技研工業 「トゥデイ」（2007年）
- LOTTE 「パイの実」（2007年）

「ガーナミルクチョコレート」（與長澤正美共同演出）
- コスモ石油 「Cosmo Station」（2007年）
- ハウスウェルネスフーズ 「C1000 Vitamin Lemon」（2007年－）
- 日本赤十字社 「二十歲的獻血」宣傳活動（2008年）
- メニコン 「2week プレミオ」
- 任天堂 「リズム天国ゴールド」（2008年）
- 東洋水産「マルちゃん赤いきつねと緑のたぬきシリーズ」（2009年8月 - / 與武田鐵矢共同演出）
- ライオン「クリニカ」（2009年8月 -）
- 郵便事業「平成22年用 お年玉付き年賀はがき」（2009年11月）
- 日本興亜損保（2010年4月 - ）
- 三得利 『オールフリー』（2010年9月 - 與三浦友和共同演出）
- LOTTE 『雪見だいふく』

## 書籍

### 雜誌
- Seventeen（首席模特兒，於2009年8月18日正式退出）

### 寫真集·DVD
- DVD「O-HA-NA ～夢色絵本～」（2003年12月、波麗佳音）
- 初．寫真集「HBD16」（2004年2月、學習研究社）ISBN 4054022634
- 寫真集「free」（2006年2月、集英社）ISBN 4089070058
- 照片小品「207 -ハタチのナナ- 」（2008年3月、集英社）ISBN 4087804887

## 外部連結
- 榮倉奈奈OFFICIAL WEBSITE
- 榮倉奈奈的Ameba部落格（日語）
- 榮倉奈奈的Instagram帳戶
- 榮倉奈奈 舊日記
- SEVENTEEN／榮倉奈奈